# About a Boy (roman)
About a Boy is een in 1998 verschenen roman van de Britse schrijver Nick Hornby. De titel verwijst naar een gelijknamig liedje van de Amerikaanse band Nirvana, die in de roman een rol speelt. About a Boy werd in 2002 verfilmd.

## Verhaal
De hoofdpersonen van het boek zijn Will, een 36-jarige vrijgezel, en Marcus, een wat excentrieke, in zichzelf gekeerde en gepeste jongen van twaalf, wiens moeder Fiona zelfmoordneigingen heeft. Will heeft veel vrije tijd, omdat hij kan leven van de royalty's van een kerstliedje dat zijn vader ooit heeft geschreven. Die tijd brengt hij grotendeels door met roken, televisiekijken, naar platen luisteren en het zoeken van bij voorkeur tijdelijk vrouwelijk gezelschap. Na een in zijn ogen aangename kortstondige relatie met een alleenstaande moeder besluit Will lid te worden van een gespreksgroep voor alleenstaande ouders, in de hoop zo vrouwen te kunnen ontmoeten. Hij beweert daar vader te zijn van een tweejarige zoon, die hij Ned noemt. Op een van de bijeenkomsten van de praatgroep leert hij Marcus kennen, met wie hij na een aanvankelijk wat stroef begin toch bevriend raakt. Will helpt Marcus zich in te passen in de moderne wereld. Hij neemt hem mee naar winkels, koopt schoenen voor hem en laat hem kennismaken met de muziek van Nirvana. Naarmate het verhaal vordert wordt de band tussen Will en Marcus steeds hechter. Marcus raakt ook bevriend met Ellie, een stoere meid van vijftien, die op school voortdurend in moeilijkheden is omdat ze per se een Kurt Cobain-sweater wil dragen. Ook ontmoet hij zijn vader, die Marcus en zijn moeder tijdens de kerstdagen bezoekt, vergezeld van zijn nieuwe vriendin en haar moeder. Ondertussen krijgt Will een verhouding met Rachel, de alleenstaande moeder van Ali, een jongen die ongeveer even oud is als Marcus. Aan het einde van het boek heeft Marcus zich ontwikkeld tot een voor zijn leeftijd "normale" jongen. Ook Will is volwassener geworden en wil trouwen met Rachel. Al met al zijn zowel Will als Marcus gaan leven op een wijze die bij hun leeftijd past.

## Achtergrond
In 2003 vertelde Hornby in een interview met ABC Arts Online, dat de ontwikkeling die Will in het boek doormaakt kan worden gezien als de wijze waarop hij zich verzoent met het besef dat in het leven iedereen iemand nodig heeft en dat het leven niet buitengesloten kan worden. Aanvankelijk tracht Will invloeden die hij storend vindt buiten de deur te houden, maar dat heeft uiteindelijk geen kans van slagen, ook letterlijk niet: vanaf het moment dat Marcus bij hem aanklopt, wordt een serie ontwikkelingen in gang gezet die hij niet kan stoppen. Als een ander thema van het boek noemde Hornby de definitie van volwassenheid in het licht van de pop culture. Daarin is het volgens hem veel meer dan voorheen niet ongebruikelijk dat mannen, ondanks kritiek daarop, gedurende een groot deel van hun leven vasthouden aan het kind in zichzelf. Hornby zei de ontwikkeling naar volwassenheid daarom nog altijd een zowel interessant als lastig te doorgronden thema te vinden.

## Verfilming
In 2002 werd de roman door Chris en Paul Weitz verfilmd tot About a Boy, met Nicholas Hoult als Marcus, Hugh Grant als Will, Toni Collette als Fiona en Rachel Weisz als Rachel. Hoewel de film het boek nauwkeurig volgt, werden scènes waarin verdovende middelen werden gebruikt en alle verwijzingen naar Nirvana en Kurt Cobain weggelaten. Ook eindigt de film anders dan de roman.